# Дневниците на принцесата
„Дневниците на принцесата“ (на английски: The Princess Diaries) е комедийно-драматичен филм, екранна адаптация на романа на Мег Кабът от 2000 година. Главната героиня е Ан Хатауей като Миа Термополиз, тийнейджърка, която открива, че е престолонаследничка на трона на измислената страна Женовия, управлявана дотогава от нейната баба – кралица Кларис Реналди (Джули Андрюс). Във филма участват още Хедър Матаразо като най-добрата приятелка на Миа, Лили Московиц, Хектор Елисондо като ръководителя на охраната на кралицата и Робърт Шуортзмън като братът на Лили, който се влюбва в Миа.

## Сюжет
Внимание:  Текстът по-долу разкрива сюжета на произведението (или части от него)!
Миа Термополис е затворена тийнейджърка, която много често понася подигравките на популярната си съученичка Лана Томас (Манди Мур). Най-добрата ѝ приятелка – Лили е единствената, която я разбира и споделя възгледите ѝ.
Животът на Миа се променя изцяло в деня, когато майка ѝ- Хелън, съобщава че покойният ѝ съпруг всъщност е принц на малката европейска държава Женовия. Миа се оказва единствената наследница на трона, а баба ѝ – кралица Кларис Реналди, иска да обучи непохватното момиче как да се държи като изтъкната аристократка. Това се оказва почти невъзможна задача, но постоянството на Миа, помощта от Джо – шефа на охраната на Кларис, както и от нейния фризьор, дава резултат.
Също като една истинска принцеса, Миа се оказва раздвоена в романтичните си увлечения. Тя е привлечена както от красивия и много популярен Джош, така и от по-скромния Майкъл, който е брат на приятелката ѝ Лили. След като Джош научава, че Миа е богата принцеса, той ѝ се обяснява в любов и я кани на плажно парти. Обаче, във вечерта на купона той публично я излага като я целува пред фотографите. Междувременно тя нарушава добрите си отношения с Лили и Майкъл. За да им поиска прошка тя ги кани на бала по случай Деня на Независимостта на Женовия, където тя трябва да изкаже решението си дали ще приеме кралския трон. Първоначално Миа решава да избяга, защото отговорността според нея е твърде голяма, но впоследствие тя намира писмо от баща си в дневника, подарък за нейния шестнадесети рожден ден. В него баща ѝ пише колко би се гордял тя да стане кралица на Женовия.
В последния момент Миа решава да се върне на бала и да приеме трона на баба си. След като пристига на празненството тя е щастлива да види приятелите си и целува Майкъл в градината на женовийското посолство. Краят на филма показва Миа в самолета, пристигащ в Женовия, където тя ще остане за през лятото.

## Саундтрак
1. „Supergirl!“ – Krystal
2. „Little Bitty Pretty One“ – Aaron Carter
3. „Crush“ – 3G's
4. „Miss You More“ – BBMak
5. „What Makes You Different (Makes You Beautiful)“ – Backstreet Boys
6. „Miracles Happen“ – Myra
7. „Always Tomorrow“ – Nobody's Angel
8. „Away with the Summer Days“ – Youngstown
9. „Stupid Cupid“ – Манди Мур
10. „Wake Up“ – Hanson
11. „Happy Go Lucky“ – Steps
12. „I Love Life“ – Melissa Lefton
13. „Ain't Nothing but a She Thing“ – Lil' J & Nobody's Angel
14. „Hold On“ – B*Witched
15. „The Journey“ – Mpulz

## Български дублажи
| Озвучаващи артисти  | Елена Русалиева Венета Зюмбюлева Ирина Маринова Георги Георгиев-Гого Константин Каракостов Тодор Николов |
| Преводач            | Живко Тодоров                                                                                            |
| Тонрежисьор         | Галина Наумова                                                                                           |
| Режисьор на дублажа | Красимир Куцупаров                                                                                       |

| Озвучаващи артисти  | Силвия Русинова Даниела Сладунова Петя Миладинова Георги Георгиев-Гого Александър Воронов Димитър Иванчев |
| Преводач            | Ирина Ценкова                                                                                             |
| Тонрежисьор         | Цветомир Цветков                                                                                          |
| Режисьор на дублажа | Димитър Кръстев                                                                                           |